# Selección femenina de baloncesto sub-18 de Escocia
La selección femenina de baloncesto sub-18 de Escocia es un equipo nacional de baloncesto de Escocia , administrado por Federación Escocesa de Baloncesto. Representa al país en las competiciones internacionales de baloncesto femenino sub-18.
El equipo terminó en el puesto 11 en el Campeonato Europeo de Baloncesto Femenino Sub-18 de 1971. También participaron en varios División B del Campeonato Europeo de Baloncesto Femenino Sub-18 y ganaron tres medallas de oro en la División C del Campeonato Europeo de Baloncesto Femenino Sub-18.